# アカノドカルガモ
アカノドカルガモ（学名：Anas luzonica）は、カモ目カモ科に分類される鳥類の一種。

## 分布
フィリピン諸島（固有種）

## 形態
特徴は写真参照。